# Boswell’s Corner
Boswell's Corner – jednostka osadnicza w Stanach Zjednoczonych, w stanie Wirginia, w hrabstwie Stafford.